# Sirsoe methanicola
Espèce
Sirsoe methanicola (anciennement appelé Hesiocaeca methanicola) est une espèce de polychètes de la famille des Hesionidae.

Cette espèce n'a été découverte qu'en 1987, par le Pr Charles Fisher (biologiste de l'Université de Pennsylvanie, dans les eaux profondes du Golfe du Mexique. La publication de sa description par Desbruyères date de 1998,.

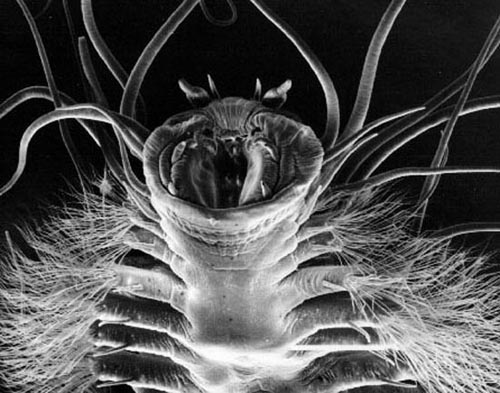
Bouche du ver Sirsoe methanicola

## Habitat
On connaissait déjà des bactéries et quelques mollusques et vers marins tubicoles capables de vivre à proximité de sources froides de méthane océanique, et d'en tirer de l'énergie.

Des chercheurs ont eu la surprise en 1987 de trouver cette nouvelle espèce directement sur des accumulations de clathrate de méthane au fond de l'océan. Ce ver, pour cette raison nommé ver de glace (Ice worm) par les anglophones semble capable de coloniser la surface du méthane hydraté, où il vivrait en y mangeant les bactéries méthanotrophes qu'il y trouve.

## Distribution
On le connaît dans le golfe du Mexique, trouvé par 500 m à 800 m de profondeur, à la surface de cristaux d'hydrate de méthane. Son aire de répartition n'est pas encore connue.

## Reproduction
Selon les expériences de Fisher, ce ver - quand il est adulte - est capable de survivre 96 heures dans un environnement anoxique.
Il a aussi montré que les larves, une fois dispersées par les courants, meurent après environ 20 jours si elles n'ont pas trouvé un endroit pour se nourrir.